# Campionat del Món de motocròs 2010
La temporada de 2010 del Campionat del Món de motocròs fou la 54a edició d'aquest campionat, organitzat per la FIM. El calendari oficial constava de 15 Grans Premis, celebrats entre el 4 d'abril i el 12 de setembre.

## Sistema de puntuació
Barem de puntuació de 2002 ençà:
| Posició | 1  | 2  | 3  | 4  | 5  | 6  | 7  | 8  | 9  | 10 | 11 | 12 | 13 | 14 | 15 | 16 | 17 | 18 | 19 | 20 |
| Punts   | 25 | 22 | 20 | 18 | 16 | 15 | 14 | 13 | 12 | 11 | 10 | 9  | 8  | 7  | 6  | 5  | 4  | 3  | 2  | 1  |

## Grans Premis

### MX1 i MX2
| Ronda | Data           | Gran Premi                       | Lloc                | Classe | 1a mànega          | 2a mànega          | Guanyador          |
| ----- | -------------- | -------------------------------- | ------------------- | ------ | ------------------ | ------------------ | ------------------ |
| 1     | 4 d'abril      | Gran Premi de Bulgària           | Sevlievo            | MX1    | Maximilian Nagl    | Antonio Cairoli    | Maximilian Nagl    |
| 1     | 4 d'abril      | Gran Premi de Bulgària           | Sevlievo            | MX2    | Marvin Musquin     | Marvin Musquin     | Marvin Musquin     |
| 2     | 11 d'abril     | Gran Premi de Llombardia         | Màntua              | MX1    | Clément Desalle    | Antonio Cairoli    | Antonio Cairoli    |
| 2     | 11 d'abril     | Gran Premi de Llombardia         | Màntua              | MX2    | Marvin Musquin     | Marvin Musquin     | Marvin Musquin     |
| 3     | 25 d'abril     | Gran Premi dels Països Baixos    | Valkenswaard        | MX1    | Antonio Cairoli    | Antonio Cairoli    | Antonio Cairoli    |
| 3     | 25 d'abril     | Gran Premi dels Països Baixos    | Valkenswaard        | MX2    | Jeffrey Herlings   | Jeffrey Herlings   | Jeffrey Herlings   |
| 4     | 9 de maig      | Gran Premi de Portugal           | Águeda              | MX1    | Maximilian Nagl    | Antonio Cairoli    | Clément Desalle    |
| 4     | 9 de maig      | Gran Premi de Portugal           | Águeda              | MX2    | Marvin Musquin     | Marvin Musquin     | Marvin Musquin     |
| 5     | 16 de maig     | Gran Premi de Catalunya          | Bellpuig            | MX1    | Maximilian Nagl    | Tanel Leok         | Tanel Leok         |
| 5     | 16 de maig     | Gran Premi de Catalunya          | Bellpuig            | MX2    | Ken Roczen         | Marvin Musquin     | Marvin Musquin     |
| 6     | 30 de maig     | Gran Premi dels Estats Units     | Glen Helen          | MX1    | Antonio Cairoli    | Ben Townley        | Antonio Cairoli    |
| 6     | 30 de maig     | Gran Premi dels Estats Units     | Glen Helen          | MX2    | Marvin Musquin     | Marvin Musquin     | Marvin Musquin     |
| 7     | 6 de juny      | Gran Premi de França             | Saint-Jean-d'Angély | MX1    | Antonio Cairoli    | David Philippaerts | David Philippaerts |
| 7     | 6 de juny      | Gran Premi de França             | Saint-Jean-d'Angély | MX2    | Marvin Musquin     | Marvin Musquin     | Marvin Musquin     |
| 8     | 20 de juny     | Gran Premi d'Alemanya            | Teutschenthal       | MX1    | Ken de Dycker      | Ken de Dycker      | Ken de Dycker      |
| 8     | 20 de juny     | Gran Premi d'Alemanya            | Teutschenthal       | MX2    | Marvin Musquin     | Ken Roczen         | Marvin Musquin     |
| 9     | 27 de juny     | Gran Premi de Letònia            | Kegums              | MX1    | Clément Desalle    | Antonio Cairoli    | Clément Desalle    |
| 9     | 27 de juny     | Gran Premi de Letònia            | Kegums              | MX2    | Marvin Musquin     | Jeffrey Herlings   | Jeffrey Herlings   |
| 10    | 4 de juliol    | Gran Premi de Suècia             | Uddevalla           | MX1    | Antonio Cairoli    | Antonio Cairoli    | Antonio Cairoli    |
| 10    | 4 de juliol    | Gran Premi de Suècia             | Uddevalla           | MX2    | Steven Frossard    | Ken Roczen         | Steven Frossard    |
| 11    | 1 d'agost      | Gran Premi de Limburg            | Lommel              | MX1    | Antonio Cairoli    | Antonio Cairoli    | Antonio Cairoli    |
| 11    | 1 d'agost      | Gran Premi de Limburg            | Lommel              | MX2    | Ken Roczen         | Jeffrey Herlings   | Ken Roczen         |
| 12    | 8 d'agost      | Gran Premi de la República Txeca | Loket               | MX1    | Tanel Leok         | Antonio Cairoli    | Antonio Cairoli    |
| 12    | 8 d'agost      | Gran Premi de la República Txeca | Loket               | MX2    | Ken Roczen         | Marvin Musquin     | Marvin Musquin     |
| 13    | 22 d'agost     | Gran Premi del Brasil            | Campo Grande        | MX1    | David Philippaerts | Antonio Cairoli    | Antonio Cairoli    |
| 13    | 22 d'agost     | Gran Premi del Brasil            | Campo Grande        | MX2    | Ken Roczen         | Ken Roczen         | Ken Roczen         |
| 14    | 5 de setembre  | Gran Premi del Benelux           | Lierop              | MX1    | Maximilian Nagl    | Antonio Cairoli    | Antonio Cairoli    |
| 14    | 5 de setembre  | Gran Premi del Benelux           | Lierop              | MX2    | Gautier Paulin     | Ken Roczen         | Gautier Paulin     |
| 15    | 12 de setembre | Gran Premi d'Itàlia              | Fermo               | MX1    | Clément Desalle    | Steve Ramon        | Clément Desalle    |
| 15    | 12 de setembre | Gran Premi d'Itàlia              | Fermo               | MX2    | Ken Roczen         | Ken Roczen         | Ken Roczen         |

### MX3
| Ronda | Data          | Gran Premi                       | Lloc               | 1a mànega      | 2a mànega      | Guanyador      |
| ----- | ------------- | -------------------------------- | ------------------ | -------------- | -------------- | -------------- |
| 1     | 4 d'abril     | Gran Premi de Portugal           | Cortelha           | Carlos Campano | Carlos Campano | Carlos Campano |
| 2     | 11 d'abril    | Gran Premi de França             | Castèlnòu de Lèvis | Mickaël Pichon | Mickaël Pichon | Mickaël Pichon |
| 3     | 2 de maig     | Gran Premi de l'Argentina        | La Rioja           | Alex Salvini   | Carlos Campano | Carlos Campano |
| 4     | 23 de maig    | Gran Premi de Bulgària           | Troyan             | Alex Salvini   | Carlos Campano | Alex Salvini   |
| 5     | 30 de maig    | Gran Premi de Grècia             | Megalòpolis        | Alex Salvini   | Alex Salvini   | Alex Salvini   |
| 6     | 13 de juny    | Gran Premi de la República Txeca | Holice             | Alex Salvini   | Carlos Campano | Carlos Campano |
| 7     | 20 de juny    | Gran Premi d'Eslovàquia          | Šenkvice           | Carlos Campano | Alex Salvini   | Carlos Campano |
| 8     | 4 de juliol   | Gran Premi d'Espanya             | La Bañeza          | Carlos Campano | Alex Salvini   | Milko Potisek  |
| 9     | 11 de juliol  | Gran Premi d'Eslovènia           | Orehova vas        | Carlos Campano | Carlos Campano | Carlos Campano |
| 10    | 1 d'agost     | Gran Premi d'Alemanya            | Schwedt            | Milko Potisek  | Carlos Campano | Carlos Campano |
| 11    | 22 d'agost    | Gran Premi de Finlàndia          | Vantaa             | Toni Eriksson  | Carlos Campano | Carlos Campano |
| 12    | 5 de setembre | Gran Premi de Suïssa             | Ginebra            | Julien Bill    | Julien Bill    | Julien Bill    |

## MX1

### Classificació final
| Posició | Pilot              | Motocicleta | Punts |
| ------- | ------------------ | ----------- | ----- |
| 1       | Antonio Cairoli    | KTM         | 625   |
| 2       | Clément Desalle    | Suzuki      | 537   |
| 3       | David Philippaerts | Yamaha      | 502   |
| 4       | Maximilian Nagl    | KTM         | 498   |
| 5       | Steve Ramon        | Suzuki      | 491   |
| 6       | Tanel Leok         | Honda       | 356   |
| 7       | Xavier Boog        | Kawasaki    | 337   |
| 8       | Ken de Dijcker     | Yamaha      | 331   |
| 9       | Davide Guarneri    | Honda       | 290   |
| 10      | Evgeny Bobryshev   | Honda       | 270   |

## MX2

### Classificació final
| Posició | Pilot               | Motocicleta | Punts |
| ------- | ------------------- | ----------- | ----- |
| 1       | Marvin Musquin      | KTM         | 635   |
| 2       | Ken Roczen          | Suzuki      | 574   |
| 3       | Steven Frossard     | Kawasaki    | 478   |
| 4       | Zach Osborne        | Yamaha      | 397   |
| 5       | Joël Roelants       | KTM         | 396   |
| 6       | Jeffrey Herlings    | KTM         | 391   |
| 7       | Arnaud Tonus        | Suzuki      | 390   |
| 8       | Shaun Simpson       | KTM         | 367   |
| 9       | Jérémy van Horebeek | Kawasaki    | 365   |
| 10      | Gautier Paulin      | Yamaha      | 336   |

## MX3

### Classificació final
| Posició | Pilot            | Motocicleta | Punts |
| ------- | ---------------- | ----------- | ----- |
| 1       | Carlos Campano   | Yamaha      | 526   |
| 2       | Alex Salvini     | Husqvarna   | 502   |
| 3       | Matevz Irt       | Husqvarna   | 376   |
| 4       | Martin Zerava    | Honda       | 348   |
| 5       | Milko Potisek    | Honda       | 290   |
| 6       | František Smola  | Suzuki      | 249   |
| 7       | Víctor Arco      | Yamaha      | 247   |
| 8       | Petr Michalec    | Honda       | 208   |
| 9       | Grégory Wicht    | Honda       | 178   |
| 10      | Michael Stauffer | KTM         | 87    |

## Resum: Podi final 2010
|           | MX1                | MX1    | MX2             | MX2      | MX3            | MX3       |
| Campió    | Antonio Cairoli    | KTM    | Marvin Musquin  | KTM      | Carlos Campano | Yamaha    |
| Subcampió | Clément Desalle    | Suzuki | Ken Roczen      | Suzuki   | Alex Salvini   | Husqvarna |
| Tercer    | David Philippaerts | Yamaha | Steven Frossard | Kawasaki | Matevz Irt     | Husqvarna |